# Jenő Kerényi
Jenő Kerényi (20. listopadu 1908, Budapešť – 10. července 1975, tamtéž) byl maďarský sochař.

## Život
Na Akademii umění byl jeho profesorem Jenő Bory. Po studiích získal stipendium na cestu do Říma (1937). Poprvé vystavoval roku 1938. Jeho prvé sochy jsou ovlivněny art deco a Římskou školou, jsou robustní a dynamické (Česající se žena, 1942). Většinu svých skulptur navrhl k umístění na veřejných místech. Po 2. světové válce se věnoval tvorbě naplňující očekávání maďarských komunistů (Partyzán, 1948 nebo Socha kapitána Ostěpenka). Roku 1950 získal první cenu na výstavě v Suzaře. Jeho Tanečnice získala Grand Prix na EXPO 1958. Později se věnuje sochání postav umělců a osobností (Shakespeare, 1959; Csontváry, 1961; Mojžíš, 1973). Měl samostatnou výstavu v Benátkách roku 1960. Po jeho smrti bylo několik jeho soch umístěno do Národní galerie v Budapešti.
V Szentendre na hlavním náměstí je umístěno jeho muzeum v suterénu muzea Jánose Kmettyho.